# Sovkhozni (Tomsk)
|  | Per a altres significats, vegeu «Sovkhozni». |

Sovkhozni (en rus: Совхозный) és un poble (possiólok) de l'óblast de Tomsk, a Rússia, que el 2021 tenia 2 habitants.